# Wojciech Milan
Wojciech Milan (ur. 15 września 1978 w Sanoku) – polski hokeista. Trener hokejowy.
Jego brat Piotr (1971-1995) także był hokeistą.

## Kariera zawodnicza
- STS Sanok
- Cracovia (1998-1999)
- SKH Sanok (1999-2001)
- Cracovia (2001-2003)
- Haringey Greyhounds (2004-2005)
- KH Sanok (2005-2006)
- TKH Toruń (2006-2007)
- KH Sanok / Ciarko PBS Bank KH Sanok (2007-2014)

Wychowanek STS Sanok. Wystąpił w reprezentacji Polski podczas Uniwersjady 2001 (zdobył dwa gole w meczu z Koreą Południową). Od 2001 zawodnik Cracovii. Związany z sanockim klubem kontraktem do końca sezonu 2011/2012, następnie do końca sezonu 2012/2013. Po sezonie 2013/2014 zakończył karierę zawodniczą.
Podjął także występy w Sanockiej Lidze Unihokeja.

## Kariera trenerska
Po zakończeniu kariery zawodniczej podjął pracę trenerską. Został trenerem drużyny żaków Ciarko PBS Bank KH Sanok. Później został szkoleniowcem drużyny MKS Sokoły Toruń, którą w sezonie 201/2017 i poprowadził do zdobycia tytułu mistrza Polski w kategorii młodzików.
W połowie 2024 jako asystent trenera zaangażowany do sztabu trenerskiego Artura Ślusarczyka w reprezentacji Polski do lat 20.

## Sukcesy
- Puchar Polski: 2010, 2011 z Ciarko PBS Bank KH Sanok
- Złoty medal mistrzostw Polski: 2012, 2014 z Ciarko PBS Bank KH Sanok